# Nina Müller
Nina Christin Müller, née Nina Christin Wörz le 14 novembre 1980 à Brême, est une handballeuse allemande évoluant au poste de demi-centre.

## Biographie
Elle évolue dans le club danois de Randers HK de 2006 à 2012 et à l'automne 2018.
Elle fut l'une des joueuses essentielles de l'équipe d'Allemagne pour laquelle elle a inscrit plus de 400 buts, depuis ses débuts en 1999.

## Palmarès

### Clubs
compétitions internationales
- vainqueur de la coupe EHF en 2010 (avec Randers HK)

compétitions nationales
- championne d'Allemagne en 2002, 2006 (avec HC Leipzig) et 2017 (avec SG BBM Bietigheim)
- championne du Danemark en 2012 (avec Randers HK)
- championne de Slovénie en 2013 et 2014 (avec RK Krim)
- vainqueur de la coupe d'Allemagne en 2006 (avec HC Leipzig)
- vainqueur de la coupe de Slovénie en 2013 et 2014 (avec RK Krim)

### Sélection
Jeux olympiques
- 11e place aux Jeux olympiques 2008 à Pékin

championnat du monde
- troisième du championnat du monde 2007

championnat d'Europe
- 4e place du championnat d'Europe 2006[1]
- 4e place du championnat d'Europe 2008[2]

## Distinctions individuelles
- élue meilleure demi-centre du championnat du Danemark en 2011[3]